# Glaresis orientalis
Glaresis orientalis är en skalbaggsart som beskrevs av Medvedev 1976. Glaresis orientalis ingår i släktet Glaresis och familjen Glaresidae. Inga underarter finns listade i Catalogue of Life.